# Piattaforma di ghiaccio Wilkins
La piattaforma di ghiaccio Wilkins   è una piattaforma glaciale lunga 150 km e larga 100, situata nello stretto di Wilkins,  nella parte sud occidentale della penisola Antartica, tra la costa occidentale dell'isola Alessandro I e le coste orientali dell'isola Charcot e dell'isola Latady, nella Terra di Palmer, in Antartide.

## Storia
La piattaforma Wilkins prende il nome dallo stretto che in gran parte ricopre e fu così battezzata dal Comitato britannico per i toponimi antartici nel 1971.  A sua volta lo stretto era stato così chiamato dallo U. S. Antarctic Service (USAS) in onore di Sir Hubert Wilkins che per primo lo sorvolò nel 1929 provando anche che la allora chiamata Terra di Charcot era in realtà in un'isola.

## Rotture e collassi

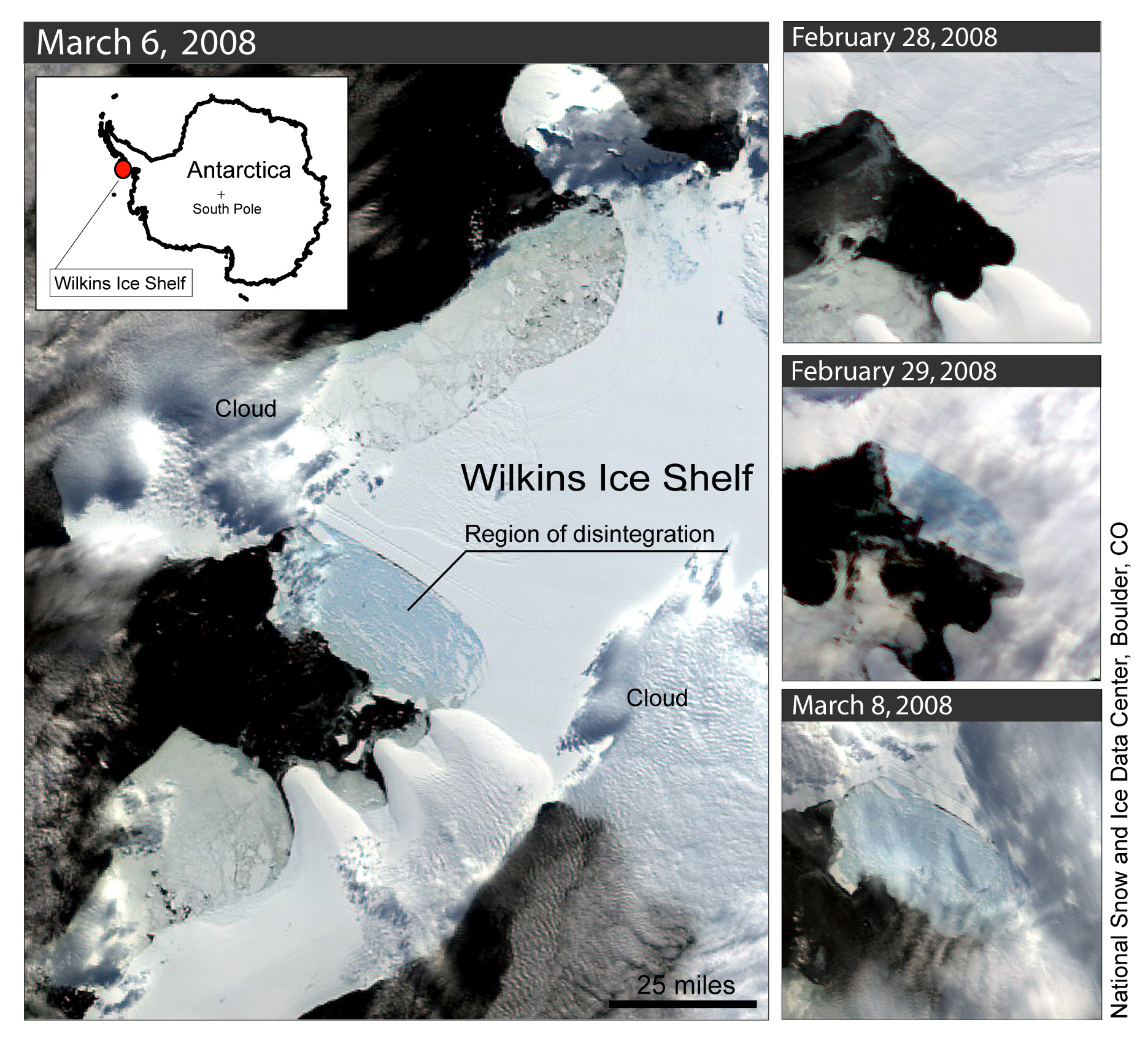
Il parziale collasso del 2008.

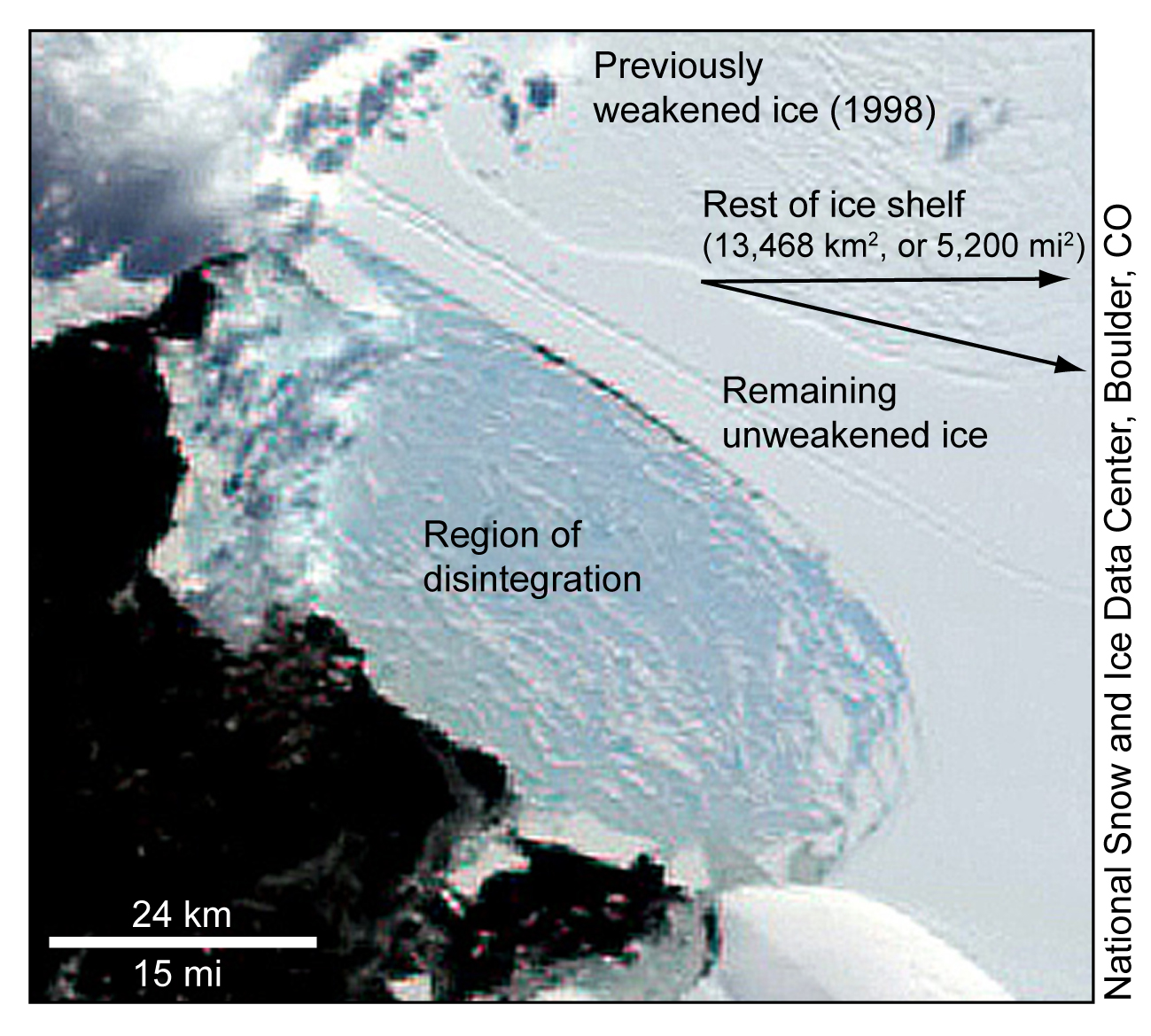
Un ingrandimento della regione collassata nel 2008.

Nel 1993, il professor David Vaughan del British Antarctic Survey (BAS) comunicò che, stando a  studi effettuati dal  BAS, la parte settentrionale della piattaforma Wilkins si sarebbe probabilmente disintegrata entro 30 anni se il riscaldamento del clima della penisola Antartica fosse continuato allo stesso ritmo.
Uno studio del 2002 della accademia nazionale delle scienze statunitense (in inglese United States National Academy of Sciences) stabilì che "Poiché le temperature dell'aria stanno statisticamente aumentando nella penisola Antartica, la presenza di acqua liquida di provenienza glaciale diverrà probabilmente prevalente in questo ambiente, assumendo così un ruolo sempre maggiore nel destino dell'equilibrio di questo fragile ecosistema. Nel 2008, David Vaughan dovette ammettere che le sue precedenti conclusioni erano state troppo ottimistiche e che gli eventi da lui anticipati stavano accadendo prima del previsto.
Il 25 marzo 2008 un'area di 405 km² della piattaforma Wilkins si disintegrò, mettendo a rischio una ancor più vasta regione della struttura. Va detto che non solo la temperatura ma anche i di poco precedenti terremoti di magnitudo superiore a 5,0 avvenuti lungo la dorsale Pacifico-Antartica potrebbero aver giocato un ruolo in tali disintegrazioni. I ricercatori rimasero di stucco quando scoprirono che il resto dei 14000 km² della piattaforma stava già cominciando a staccarsi dalla terraferma, quello che rimaneva della struttura era infatti tenuto agganciato solo da uno stretto istmo di ghiaccio.
Alla fine di maggio dello stesso anno, un'altra rottura ridusse ancora la larghezza dell'istmo portandola da 6,0 km a 2,7. Questa seconda rottura, che coinvolse un'area di circa 160 km², fu anche il primo evento di questo tipo mai documentato in inverno.
La piattaforma non è collegata ai ghiacciai della terraferma nello stesso modo della piattaforma Larsen B e la sua disintegrazione avrà quindi un effetto trascurabile sull'aumento del livello del mare.
Il 29 novembre 2008, l'Agenzia Spaziale Europea (ESA) annunciò che, nel solo 2008, la piattaforma Wilkins aveva perso circa 2000 km² di superficie. Un'immagine satellitare scattata il 26 novembre dello stesso anno mostrava inoltre nuove fratture che la rendevano pericolosamente vicina al distacco dall'istmo di ghiaccio e quindi dall'isola a cui esso la congiunge.
Il 20 gennaio 2009, la Reuters riportò una notizia secondo la quale la piattaforma sarebbe stata sul punto di collassare nell'oceano da lì a poche settimane. La struttura era allora mantenuta stabile solo dalla presenza di una striscia di ghiaccio con uno spessore variabile da 2,0 km a 500 m nel punto più stretto, il che la rendeva altamente vulnerabile a cricche e fessurazioni. Se la striscia avesse dovuto cedere, l'intera piattaforma, che al momento aveva una superficie di circa 14000 km², avrebbe potuto cedere del tutto.
Rilevamenti satellitari del 2 aprile 2009 portarono gli analisti dellESA a concludere che il collasso della striscia fosse imminente. A seguito di tale previsione, il satellite Envisat dell'ESA iniziò ad osservare quotidianamente la struttura in modo da poter osservare gli accadimenti nello stesso momento in cui avvenivano. In aggiunta a questo, i satelliti Terra e Aqua della NASA iniziarono a sorvolare l'area diverse volte al giorno.
Il 5 aprile 2009, il ponte di ghiaccio che congiungeva la piattaforma Wilkins all'isola Charcot collassò. La frattura avvenne nel punto più stretto della striscia lunga 40 km, che fu la prima a cedere fra tutte le sezioni che collegavano la piattaforma alla terraferma. Anche se soltanto una delle sezioni era collassata, i ricercatori preannunciarono che un'altra vasta area della piattaforma era sul punto di disintegrarsi completamente. La struttura rimaneva connessa all'isola Latady e sembrava che anche questa connessione fosse sul punto di cedere.  I vari collassi sono visti come una prova degli effetti del riscaldamento globale, dagli anni cinquanta le temperature in questa regione dell'Antartide sono infatti salite di 2,5 gradi Celsius. Alcuni ricercatori credono che il collasso della debole striscia sia stato dovuto anche all'azione delle onde del mare, il cui moto era notevolmente aumentato anche a causa della sparizione della banchisa, tuttavia Doug MacAyeal, un famoso glaciologo, è dell'opinione che la causa che ha portato all'iniziale collasso del marzo 2008 sia più probabilmente l'aumento della forza delle correnti oceaniche causato da lontane tempeste.
Se l'intera piattaforma, che a metà 2009 aveva una superficie di circa 11000 km² (più o meno le dimensioni della Giamaica), dovesse completamente distaccarsi dalla terraferma, essa costituirebbe il più grande distacco mai osservato. Solo nel mese di aprile 2009, la struttura ha perso circa 700 km² di superficie.

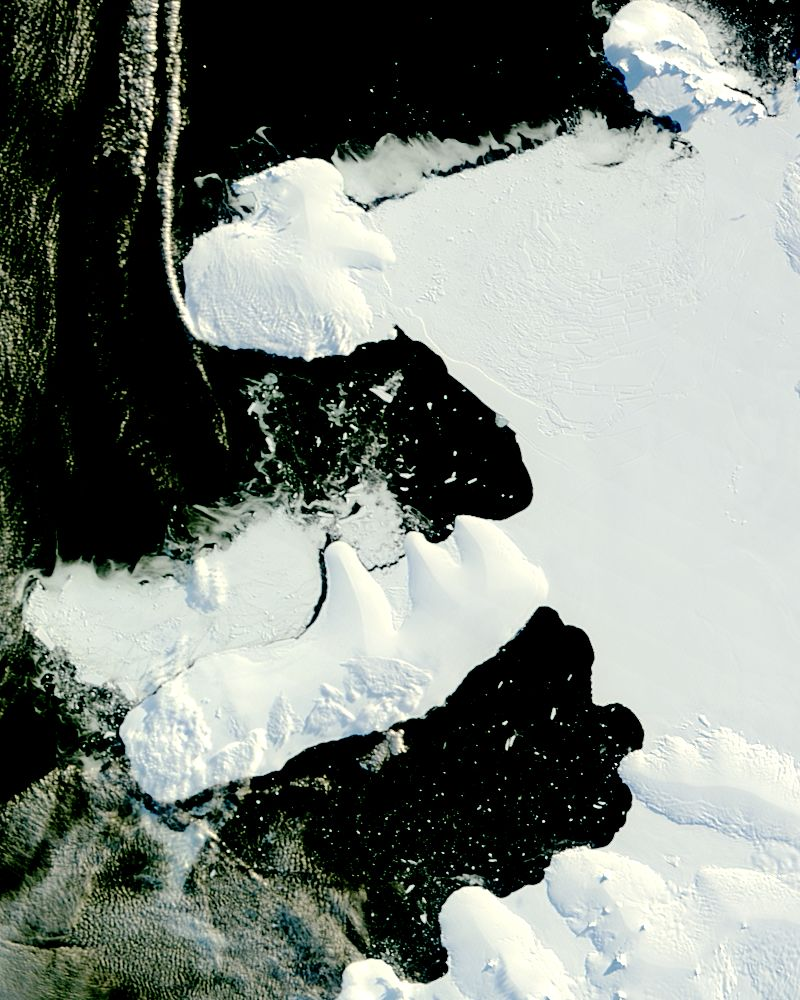
La striscia di ghiaccio che collegava la piattaforma Wilkins all'isola Charcot.
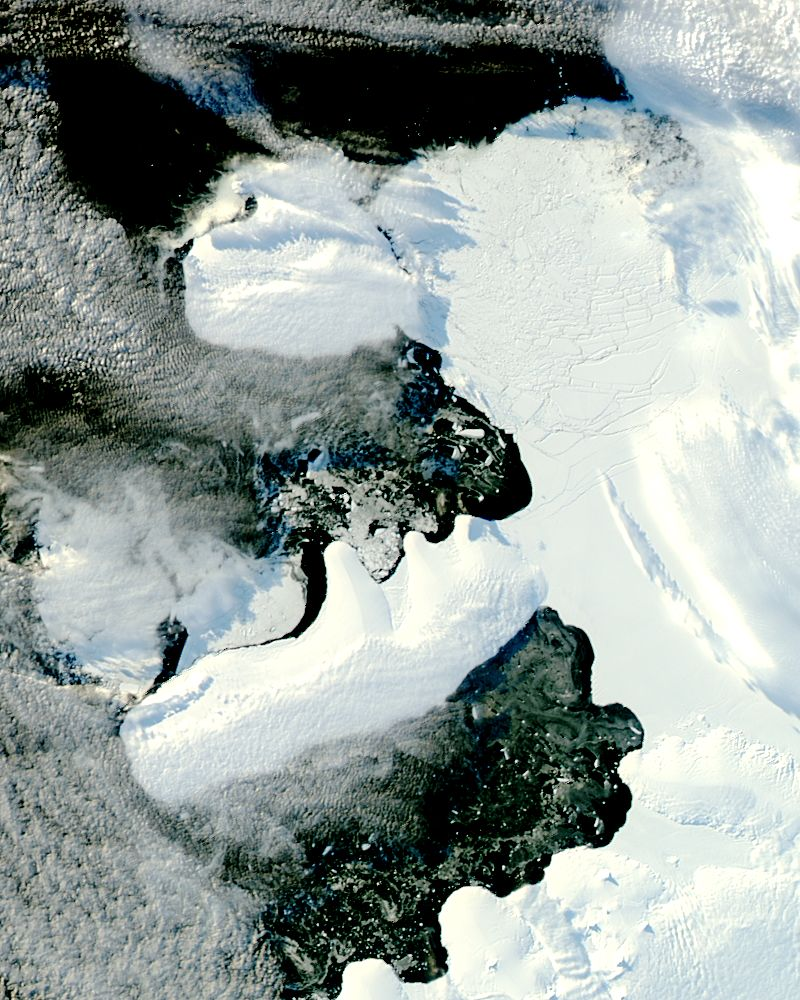
La striscia collassata, al suo posto solo pezzi di ghiaccio.